# Bachelor of Science in Information Technology
 (novembre 2016).
Si vous disposez d'ouvrages ou d'articles de référence ou si vous connaissez des sites web de qualité traitant du thème abordé ici, merci de compléter l'article en donnant les références utiles à sa vérifiabilité et en les liant à la section « Notes et références ».
Un Bachelor of Science in Information Technology, (en abrégé BScIT ou B. Sc IT), est un diplôme obtenu pour un premier cycle universitaire ou de programme en technologie de l'information.

## États-Unis
Aux États-Unis, un Bachelor of Science in Information Technology dure habituellement de trois à quatre ans. Bien que ce degré principalement basée sur des sujets informatiques couvrant tous les aspects tels que les logiciels, bases de données et de réseau. Le degré est lui-même un baccalauréat ès sciences avec les établissements conférant des diplômes dans les domaines des technologies de l'information et des domaines connexes. Ce diplôme est décerné pour l'achèvement d'un programme d'études dans le domaine du développement de logiciels, tests de logiciels, génie logiciel, des réseaux informatiques, conception Web, bases de données et la programmation.
De nombreux employeurs exigent des développeurs logiciels ou des programmeurs de disposer d'un Bachelor of Science in Information Technology mais les employeurs embauchant pour des postes comme les administrateurs réseau ou les gestionnaires de base de données exigent aussi un Bachelor of Science in Information Technology ou diplôme technique équivalent.